# Перейра, Казимир
Казимир Перейра (фр. Casimir Casey De Pereira; род. 4 марта 1954) — сейшельский легкоатлет, выступавший в беге на короткие и средние дистанции. Участник летних Олимпийских игр 1980 года.

## Биография
Казимир Перейра родился 4 марта 1954 года.
В 1980 году вошёл в состав сборной Сейшельских Островов на летних Олимпийских играх в Москве. В беге на 200 метров занял в забеге 1/8 финала последнее, 7-е место, показав результат 22,59 секунды и уступив 0,81 секунды попавшему в четвертьфинал с 3-го места Павлу Павлову из Болгарии. В эстафете 4х100 метров команда Сейшельских Островов, за которую также выступали Марк Лароз, Режис Транкийе и Венсан Конфе, заняла в полуфинале последнее, 7-е место с результатом 41,71, уступив 2,46 секунды попавшей в финал с 3-го места сборной Болгарии. В эстафете 4х400 метров команда Сейшельских Островов, за которую также выступали Венсан Конфе, Режис Транкийе и Марк Лароз, заняла в полуфинале последнее, 7-е место с результатом 3 минуты 19,2 секунды, уступив 13,3 секунды попавшей в финал со 2-го места сборной Великобритании.
Нёс флаг на церемонии закрытия Игр.

## Личный рекорд
- Бег на 200 метров — 22,0 (1979)[4]
- Бег на 400 метров — 49,0 (1980)[4]